# 足利赤十字病院
足利赤十字病院（あしかがせきじゅうじびょういん、英語: Japanese Red Cross Ashikaga Hospital）は、栃木県足利市にある医療機関である。日本赤十字社栃木県支部設置の病院である。慶應義塾大学病院の関連病院である。

## 沿革
- 1945年（昭和20年）11月1日 日本医療団足利地方病院として開設。
- 1949年（昭和24年）7月1日 日本医療団の解散に伴い、日本赤十字社が買収。足利赤十字病院、発足。当時の住所は足利市本城3丁目2100番地。
- 1996年（平成8年）11月 救命救急センターが3次救急医療の指定を受ける。
- 2011年（平成23年）6月30日 移転のため、旧病院が閉院。
- 2011年（平成23年）7月1日 足利競馬場跡の現在地に新病院が開院。
- 2015年（平成27年）2月7日 JCI（Joint Commission International） 認証を取得。
- 2017年（平成29年）JIH（Japan International Hospitals）に認定される。

## 診療科
- 内科
- 神経精神科
- 神経内科
- 腎臓内科
- 呼吸器内科
- 消化器内科
- 循環器内科
- 小児科
- 外科
- 整形外科
- 形成外科
- 脳神経外科
- 呼吸器外科
- 心臓血管外科
- 皮膚科
- 泌尿器科
- 産婦人科
- 眼科
- 耳鼻咽喉・頭頸部外科
- 麻酔科
- 歯科口腔外科
- 放射線診断科
- 放射線治療科
- リハビリテーション科
- 緩和ケア内科
- 救急科

## 医療機関の指定等
- 栃木県広域救急医療システム二次救急医療病院指定（昭和54年3月指定）
- エイズ診療拠点病院（平成8年2月指定）
- 救命救急センター（平成8年11月指定）
- 災害拠点病院栃木県地域災害医療センター（平成8年11月指定）
- 地域周産期母子医療センター（平成9年7月指定）
- 地域型認知症疾患医療センター
- 栃木県脳卒中地域拠点医療機関（平成15年12月指定）
- 臨床研修指定病院（平成8年4月指定）
- 歯科臨床研修指定病院（平成17年4月指定）

## 交通アクセス
電車
- 東武伊勢崎線・足利市駅下車、タクシーで約10分
- 東武伊勢崎線・野州山辺駅下車、タクシーで約10分
- JR東日本・足利駅下車、タクシーで約10分。もしくは、山前駅下車、タクシーで約5分。

バス（あしバスアッシー）
- 東武伊勢崎線・足利市駅から約15分

車
- 北関東自動車道 太田桐生ICより約10分。もしくは、足利ICより約20分。